# Luis Hurtado
Luis Alfonso Hurtado Osorio (Cali, 24 de janeiro de 1994) é um futebolista profissional colombiano que atua como goleiro, atualmente defende o Deportivo Cali.

## Carreira
Luis Hurtado fará parte do elenco da Seleção Colombiana de Futebol nas Olimpíadas de 2016.